# Maria Zaki
Maria Zaki (nacida el 6 de diciembre de 1964 en El-Yadida) es una poetisa y escritora marroquí de nacionalidad marroquí y belga.Fue descubierta en 1992 por el escritor marroquí  Abdelkébir Khatibi y publicó con él sus primeros poemas en 1994 en la revista Poésie 94 de Pierre Seghers.

### Poesía
- Voici défait le silence, Paris, Société des écrivains 2006, réed. Edilivre 2009.
- Entre ombre et lumière, Paris, Edilivre 2007.
- Et le cheval se relève, Paris, Edilivre 2009.
- Le Velours du silence, Paris, L'Harmattan, 2010. Préface de Abdelmajid Benjelloun.
- Sur les dunes de l'aimance, Paris, L'Harmattan, 2011. Préface de Nicole Barrière.
- Soudain les roses pourpres, Paris, L'Harmattan, 2012.
- Le chemin vers l'autre, Bilingue (français-arabe), Paris, L'Harmattan, 2014. Préface de Abdelouahad Mabrour.
- Le chant de l'aimance, Paris, L'Harmattan, 2018. Préface de Hassan Wahbi.
- Au-delà du mur de sable, Poésie bilingue (français-italien), Rome, Edizioni Universitarie Romane, 2018. Introduction et traduction de Mario Selvaggio.

### Poesía entrelazada
- Et un ciel dans un pétale de rose, Poèmes entrecroisés, coécrit avec Jacques Herman, Paris, L'Harmattan, 2013.
- Risées de sable, coécrit avec Jacques Herman,Paris, L'Harmattan, 2015.
- Un tout autre versant, coécrit avec Jacques Herman, Paris, L'Harmattan, 2016. Préface de Jacques Tornay.
- Hormis le silence, Poésie entrecroisée, coécrit avec Jacques Herman, Bilingue (français-arabe), Paris, L'Harmattan, 2017
- Les signes de l'absence, Poésie entrecroisée, coécrit avec Jacques Herman, Bilingue (français-italien), Aga-L'Harmattan, Alberobello-Paris, 2018. Introduction et traduction de Mario Selvaggio.
- Comme l'aimant le fer, Poésie entrecroisée, coécrit avec Jacques Herman, Paris, L'Harmattan, 2020.

### Novelas y teatro
- Histoires courtes du Maroc, nouvelles, Paris, Société des écrivains, 2007.
- Triptyque fantastique, roman, Paris, Edilivre, 2008, réed. L'Harmattan, 2015. Prix Gros Sel du Public 2009, Bruxelles.
- Maktoub et autres nouvelles, Paris, Edilivre, 2009.
- La Fable du deuxième sexe, roman, Paris, L'Harmattan, 2011. Préface de Jacques Herman.
- Malgré la lumière du phare, théâtre, Ed. Createspace 2014.
- La funambule, roman, L'Harmattan, 2018. Préface de Jacques Herman.

### Participación en revistas y antologías
- Poésie 94, Revue littéraire, Éditions Pierre Seghers, Paris, 1994.
- Sillages, Revue de l'Association Vaudoise des Écrivains, Lausanne, de 2010 à 2015.
- Nous la multitude, Anthologie poétique de Françoise Coulmin, Ed. Le Temps des Cerises, Montreuil, 2011.
- Plein Sens, La poésie au cœur de la cité, Revue de poésie, Ed. La Ruche des Arts, Paris, 2013.
- Liberté de créer, liberté de crier, Anthologie poétique du P.E.N. Club français (Poètes, Essayistes, Nouvellistes), Ed. Henry - Les Écrits du Nord, Montreuil sur mer, 2014.
- Né demain, Hommage collectif à Abdelkébir Khatibi, Mourad El Khatibi, éd. Slaiki Akhawayne, Tanger, 2014.
- 60 poèmes contre la haine, Anthologie poétique de Nicole Barrière, Ed. Createspace, 2014.
- Anthologie islandaise des poètes francophones du monde arabe, Thor Stefansson, Ed. Oddur, Reyjavik, 2014.
- Ex Tempore, Revue littéraire internationale de la Société des Écrivains des Nations unies à Genève, 2014.
- À la dérive, Anthologie poétique de Nicole Barrière, Ed. Createspace, 2015.
- Anthologie des poètes francophones planétaires, Pablo Poblète et Claudine Bertrand, Ed. Unicité, Saint-Chéron, 2016.
- Revue Arts-Sciences & Littérature, Ed. LABASE, Paris, 2016.
- Cahier de la Société des Écrivains Valaisans (Heft des WSV), Sion, 2016 et 2017.
- Tisserands du monde, Anthologie poétique de Nicole Barrière et Jean-Marc Ghitti, AMEditions, Velay-Forez, 2018.
- PAIX ! Anthologie pour une Paix universelle, de Pablo Poblète, Ed. Unicité, Saint-Chéron, 2018.
- La Riponne vue par les écrivains, Sillages, Revue de l'AVE Cahier hors-série, Lausanne, 2018.
- Sur la route de la poésie et de la lumière, Hommage collectif à Giovanni Dotoli, Mario Selvaggio, Ed. Aga-L'Harmattan, Alberobello-Paris, 2019.
- Sur la corde raide, Sillages, Revue de l'AVE, Ed. Romann, Montreux, 2019.
- Noria II. Revue littéraire et artistique, dirigée par Giovanni Dotoli et Mario Selvaggio, Ed. Aga-L'Harmattan, Alberobello-Paris, 2020.

## Premios literarios
- Premio "Gros Sel du Public du roman à Bruxelles" en 2009.
- Premio "Naji Naaman de Créativité à Beyrouth" en 2013.
- Premio de los escritores de Valaisan à Sion en Suisse en 2013.
- Premio de "Poésie 2015 du Bureau Culturel de l'Ambassade d'Égypte à Paris".
- Prix européen francophone Charles Carrère 2019 à Paris.